# رومان فايدنفيلر

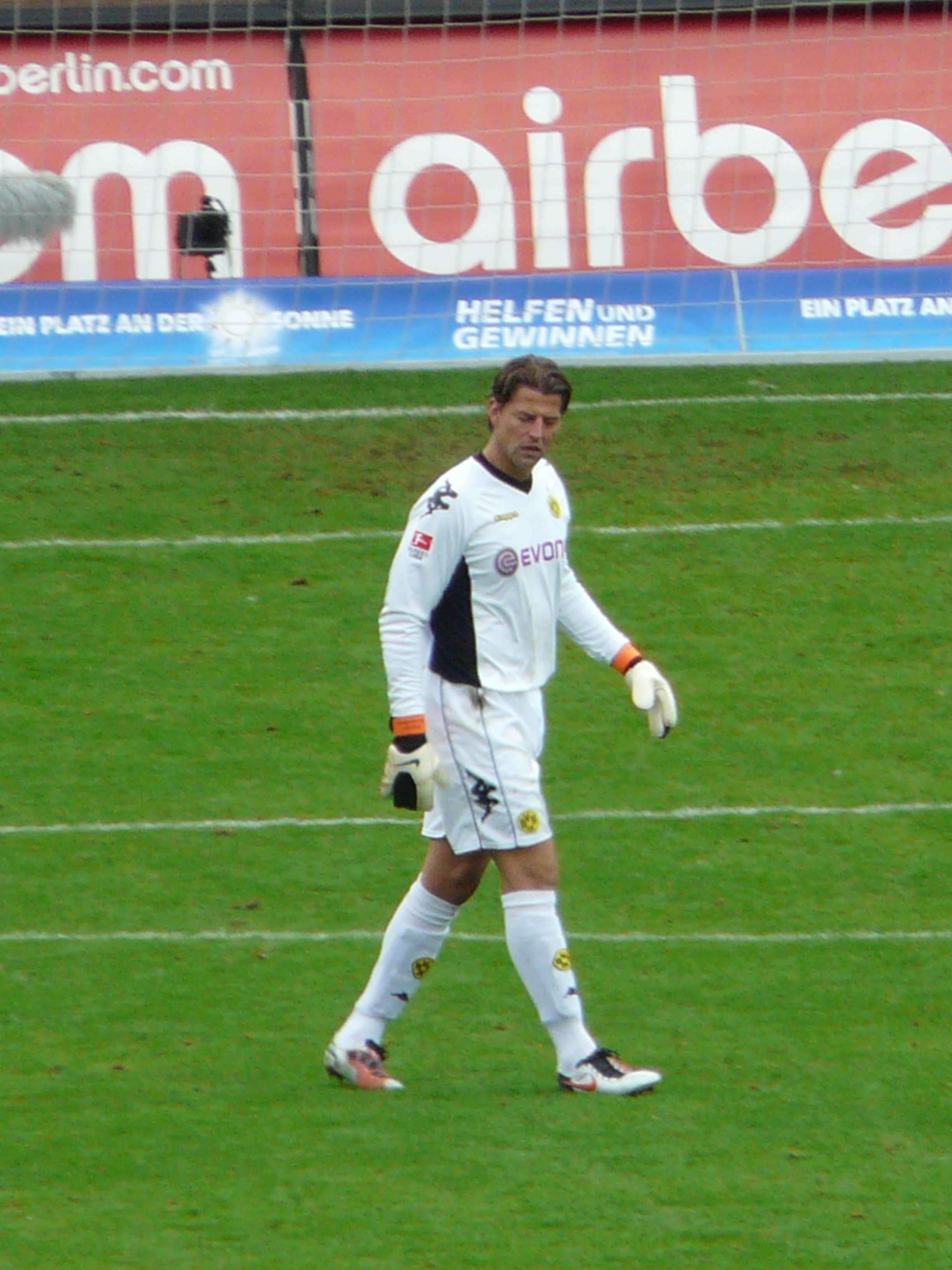
رومان فايدنفيلر

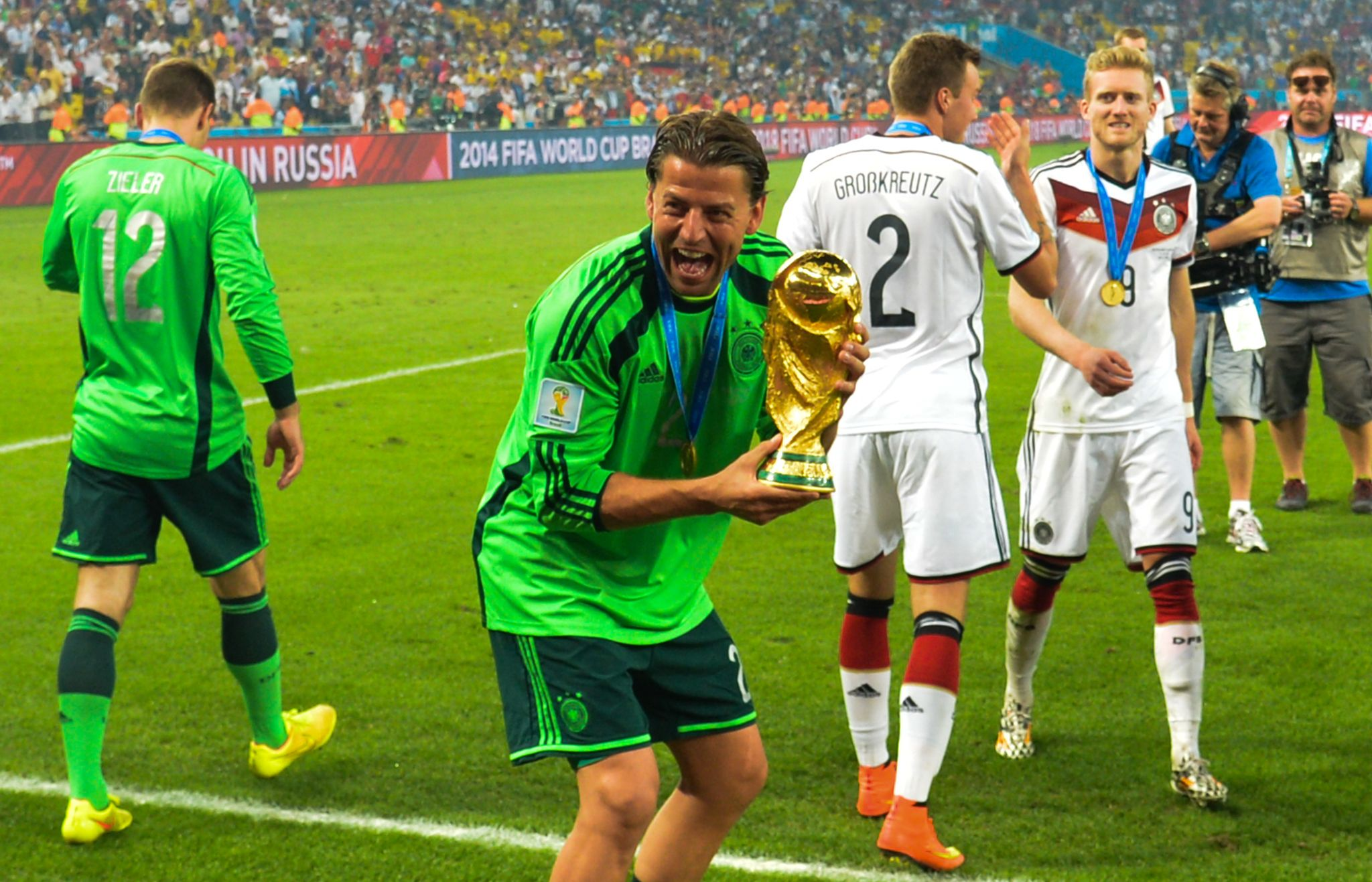
فايدنفيلر مع كأس العالم 2014

رومان فيدنفيلر (بالألمانية: Roman Weidenfeller)‏ (مواليد 6 أغسطس 1980 في ديتس - ألمانيا الغربية) لاعب كرة قدم ألماني سابق كان يلعب لصالح نادي الدرجة الأولى بوروسيا دورتموند الألماني منذ 2002 في مركز حارس مرمى حتى 2018 .

## مسيرته الكروية
لعب رومان فايدنفيلر خلال مسيرته الاحترافية مع 3 أندية في عشرون موسمًا ولم يسجل خلالها أي هدف ضمن 395 مباراة. حيث فاز في موسمين بالكأس وفي موسمين بالدوري.
خاض رومان فايدنفيلر مسيرته مع 1. FC Kaiserslautern II ‏ في موسم 1998–99 ولمدة موسمين، مشاركًا في 40 مباراة . ثم انتقل إلى نادي كايزرسلاوترن في موسم 2000–01 ولمدة موسمين، حيث شارك في 6 مباريات. لينتقل بعدها إلى نادي بوروسيا دورتموند للفورميلا في موسم 2002–03 ليلعب معه ستة عشر موسمًا، مشاركًا في 349 مباراة.

## الإنجازات
بروسيا دورتموند 
- الدوري الألماني (2) : 2011، 2012
- كأس ألمانيا (2) : 2011، 2017
- كأس السوبر الألماني (2) : 2013، 2014
- دوري أبطال أوروبا الوصيف: 2013[9]

 منتخب ألمانيا
- كأس العالم : 2014[10]

## روابط خارجية
- رومان فايدنفيلر على موقع IMDb (الإنجليزية)
- رومان فايدنفيلر على موقع قاعدة بيانات الفيلم (الإنجليزية)
- رومان فايدنفيلر على موقع الاتحاد الدولي (مؤرشف)  (الإنجليزية)
- رومان فايدنفيلر على موقع الاتحاد الأوربي (الإنجليزية)
- رومان فايدنفيلر على موقع إي إس بي إن إف سي (الإنجليزية)
- رومان فايدنفيلر على موقع قاعدة بيانات كرة القدم.إي يو (الإنجليزية)
- رومان فايدنفيلر على موقع بيانات كرة القدم. دي إي (الألمانية)
- رومان فايدنفيلر على موقع ناشيونال فوتبول تيمز (الإنجليزية)
- رومان فايدنفيلر على موقع Soccerbase.com (لاعب) (الإنجليزية)
- رومان فايدنفيلر على موقع Soccerway.com (الإنجليزية)
- رومان فايدنفيلر على موقع عالم كرة القدم.نت (الإنجليزية)
- رومان فايدنفيلر على موقع كووورة